# ノルナゲスト

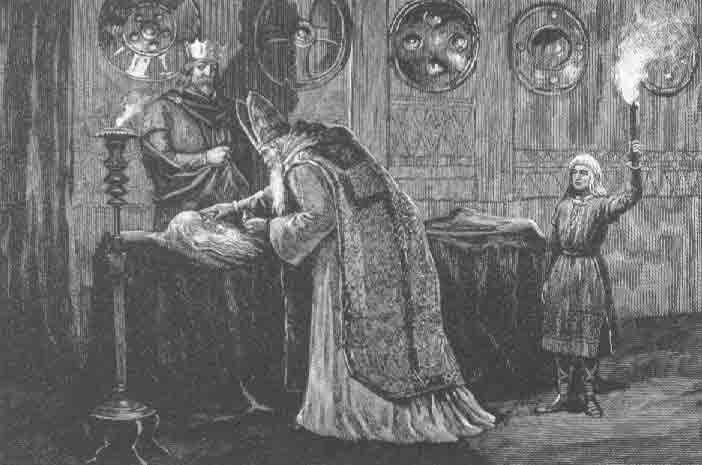
ノルナゲストの死。Gunnar Vidar Forssellによる。

ノルナゲスト（古ノルド語: Nornagestr）は、北欧の伝説のサガに登場する英雄の名である。
彼の物語が「ノルナゲストの話（サットル）」（古ノルド語: Nornagests þáttr、英語: the Story of Norna-Gest）である。

## 概要
この物語は、フラート島本に収録された『オーラヴ・トリュグヴァッソンの最大のサガ』に挿入された物語であり、『古エッダ』からの何編かの詩を含んでいる。
物語には、ギリシア神話のメレアグロスとのいくらかの類似点がある。

## あらすじ
デンマークのある貴人の家に男の赤ん坊が生まれたとき、3人のノルニルがやって来た。1人目は彼に美しい姿と勇敢さを、2人目は楽人の才能と豊かさを与えた。しかし、3姉妹を怪しんで集まった人々に押されて転んだ3人目は怒ってしまい、赤ん坊がその揺りかごのそばで燃えている蝋燭が消えるより長くは生きられないだろうと呪った。
年長のノルンはすぐに蝋燭の炎を消すと、赤ん坊の母親にこの蝋燭をうまく隠すように頼んだ。
ノルニルが帰った後、父親はこの出来事にちなんで、赤ん坊に「ノルナゲスト」（「ノルンの客」の意）という名前をつけた。
そしてノルナゲストが成長すると、両親はこの出来事を話して、彼に蝋燭を渡した。

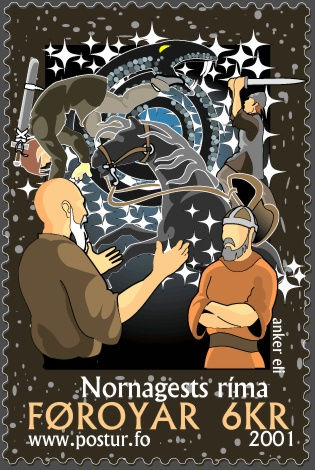
フェロー諸島で2001年に発行された郵便切手に描かれた、ノルナゲストの物語の一場面。アンカー・エリ・ペーターセンによる。

それからのノルナゲストは蝋燭を自分で管理しながら、楽人となって国々を回り、戦に参加しては手柄を立てた。
家族は死んでしまったが、彼は三百年も生きたと伝えられている。
彼は、ヴォルスング族のシグルズの戦いに関係した。
また、ラグナル・ロドブロク (en) の息子ビョルン (en) およびその兄弟とともに過ごした。
さらに、スタルカド (en) と、スウェーデン王シグルド・リング (en:Sigurd Ring) と、Uppsala王Erik (Eirikr at Uppsolum) と、ハラルド美髪王と、そしてHlodver of Germany王とともに過ごした。
最後に彼は、オーラヴ・トリグヴァソンの元へ行き、洗礼を受けた。
伝説によると、オーラヴ王はノルウェー人をキリスト教に入信させようとし、自分の宮廷にノルナゲストを連れてきた。
ノルナゲストは洗礼を受けることにしたものの、キリスト教徒になることで古い神々の怒りを受けて命を失うことを恐れていると打ち明けた。そして王に蝋燭を見せて、それにまつわる出来事を話した。
王は、キリストが古い神からノルナゲストを守る、蝋燭が燃え尽きようと命を失うことはないと断言した。
ノルナゲストは3番目のノルンであるスクルドが死を予言した蝋燭に火を灯した。蝋燭が燃え尽きたとき、ノルナゲストは床に倒れ、予言のとおりに死んだ。
王は、「ノルナゲストが心の底からキリストを信じていなかったからだ」とつぶやいたという。